# Hama Amadou
Hama Amadou   (Youri, 1950 - Niamey, 23 d'octubre de 2024) va ser un polític nígerí. Va exercir com a primer ministre del Níger dues vegades, des del 1995 fins al 1996 i un altre cop des del 2000 fins al 2007. Era membre del Moviment Nacional per al Desenvolupament de la Societat (MNSD).

## Biografia
Va esdevenir primer ministre per primera vegada el febrer del 1995, fet que va ser seguit d'unes eleccions el gener següent en les que una aliança de l'oposició, incloent-hi el MNSD, va guanyar la majoria dels escons, donant com a resultat un govern de cohabitació entre el president de l'MNSD i el president rival, Mahamane Ousmane. Més endavant, Amadou i Ousmane van entrar en conflicte, i la disputa va paralitzar el govern. El 27 de gener del 1996, un cop militar liderat per Ibrahim Baré Maïnassara va treure Ousmane del poder, i tots dos varen estar sota arrest domiciliari durant diversos mesos.
Maïnassara va ser assassinat en el cop d'estat d'abril del 1999 i es varen convocar eleccions parlamentàries el següent novembre. Un altre cop, l'MNSD va guanyar el màxim nombre d'escons i establir una aliança amb la Convenció Social i Democràtica d'Ousmane. Amadou va tornar a esdevenir primer ministre el 3 de gener del 2000.
Amadou va rebutjar el 2005 les ajudes alimentàries de l'ONU assegurant que tenien prou collites i que era un insult a la dignitat del Níger.